# Anilao
Anilao is een gemeente in de Filipijnse provincie Iloilo op het eiland Panay. Bij de laatste census in 2010 telde de gemeente ruim 27 duizend inwoners.

## Geografie

### Bestuurlijke indeling
Anilao is onderverdeeld in de volgende 21 barangays:
| - Agbatuan - Badiang - Balabag - Balunos - Cag-an - Camiros - Sambag Culob - Dangula-an - Guipis - Manganese - Medina | - Mostro - Palaypay - Pantalan - Poblacion - San Carlos - San Juan Crisostomo - Santa Rita - Santo Rosario - Serallo - Vista Alegre |

## Demografie
Anilao had bij de census van 2010 een inwoneraantal van 27.486 mensen. Dit waren 4.021 mensen (17,1%) meer dan bij de vorige census van 2007. Ten opzichte van de census van 2000 was het aantal inwoners gegroeid met 5.316 mensen (24,0%). De gemiddelde jaarlijkse groei in die periode kwam daarmee uit op 2,17%, hetgeen hoger was dan het landelijk jaarlijks gemiddelde over deze periode (1,90%).

De bevolkingsdichtheid van Anilao was ten tijde van de laatste census, met 27.486 inwoners op 100,31 km², 274 mensen per km².